# Карлос Батрес
Карлос Альберто Батрес Гонсалес (ісп. Carlos Alberto Batres González, нар. 2 квітня 1968, Гватемала) — футбольний арбітр з Гватемали. Арбітр ФІФА, обслуговує міжнародні матчі з 1996 року. Обслуговував матчі чемпіонату світу 2002 та 2010. Володіє англійською та іспанською мовами.